# バッファロー・キャッスル
バッファロー・キャッスル(Buffalo Castle)は、1976年にフライング・バッファロー社から出版されたトンネルズ&トロールズのソロシナリオである。
スティーブ・マカリスター原案、リック・ルーミス作。A4判で約150のパラグラフからなる。
ファイティング・ファンタジーがゲームブックの元祖とされるが、バッファロー・キャッスルも「行動の結果の一部をサイコロなどでランダムに決めるパラグラフ形式の書籍」という点では共通している。バッファロー・キャッスルは『火吹山の魔法使い』よりも刊行が6年早いため、最初のゲームブックということもできる。
内容は「バッファロー・キャッスルに潜入して宝を探す」という一般的なダンジョンアドベンチャーである。
この作品は日本では単行本化されていないが、ウォーロック13号に清松みゆきによる翻訳が掲載されている。

## 完全版
2013年にバッファロー・キャッスルの第3版が発表された。これは、2015年に発表された「トンエネルズ&トロールズ完全版」にも対応している。リック・ルーミスの献辞によれば、この版は過去に発売されたフランス語版に影響を受けた部分がある。
この版は再び清松みゆきにより翻訳され、単行本『死の女神の口づけ』に収録された。